# Lincolnshire
Lincolnshire [ˈlɪŋkənʃɪə] ist eine Grafschaft in den East Midlands von England. Sie grenzt an Norfolk, Cambridgeshire, Rutland, Leicestershire, Nottinghamshire, South Yorkshire, East Riding of Yorkshire und auf einer Gesamtlänge von 19 Metern auch an Northamptonshire. Der Verwaltungssitz ist Lincoln.
Die größtenteils landwirtschaftlich geprägte Grafschaft erstreckt sich von der südlichen Grenze mit Norfolk bis zum Humber im Norden, an der Grenze zu Yorkshire. Von flachem Marschland über die hügelige Heidelandschaft der Lincolnshire Wolds zieht sich die Grafschaft bis zur Tiefebene in der Nähe des Fischereihafens Grimsby.

## Geschichte
Lincolnshire entstand durch die Vereinigung der Gebiete des früheren Königreich Lindsey mit dem Borough Stamford, das zum Danelag gehörte. Einige Zeit wurde die gesamte Grafschaft Lindsey genannt, als solche ist sie auch im Domesday Book verzeichnet. Später wurde nur noch der nördliche Kern Lindsey um Lincoln herum Lindsey genannt und wurde damit neben Teilen von Holland im Südosten und Kesteven im Südwesten einer der drei Teile von Lincolnshire.
1888 wurde in Lindsey, Holland und Kesteven jeweils ein Rat der Grafschaft eingerichtet. Dabei blieb es, bis 1974 Holland, Kesteven und der größte Teil von Lindsey als Lincolnshire vereinigt wurde, während der nördliche Teil mit Scunthorpe und Grimsby zur neu gebildeten Grafschaft Humberside kam.
Durch eine weitere Kommunalreform wurde Humberside 1996 aus Lincolnshire herausgelöst und mit den südlich des Humber liegenden Gebietsteilen zu zwei selbständigen Stadtkreisen (Unitary Authorities), nämlich North Lincolnshire und North East Lincolnshire. Diese sind nur noch für zeremonielle Zwecke ein Teil von Lincolnshire; die Grafschaft hat dort aber keine Polizeigewalt.
Die verbleibenden Distrikte von Lincolnshire sind Boston, East Lindsey, Lincoln, South Holland, South Kesteven, North Kesteven und West Lindsey.

## Städte und Orte
- Alford, Alkborough
- Bardney, Barrow-upon-Humber, Barton-upon-Humber, Billingborough, Billinghay, Binbrook, Boston, Bourne, Braceby, Brandon, Branston, Brigg, Burgh le Marsh, Burton upon Stather
- Caistor, Castle Bytham, Caythorpe, Chapel St Leonards, Cherry Willingham, Claypole, Cleethorpes, Colsterworth, Coningsby, Corby Glen, Croft, Crowland, Crowle
- Deeping St James, Digby, Donington, Donington on Bain
- Eastoft, Epworth, Ewerby
- Folkingham, Foston, Fulbeck
- Gainsborough, Grimsby, Grantham, Guy’s Head
- Haxey, Heckington, Heighington, Helpringham, Holbeach, Horncastle, Hough-on-the-Hill
- Immingham, Ingham, Ingoldmells, Irnham
- Kelby, Kirton in Lindsey
- Laceby, Leasingham, Lincoln, Little Bytham, Long Sutton, Louth
- Mablethorpe, Market Deeping, Market Rasen, Marston, Martin, Messingham, Metheringham, Morton
- Navenby, Nettleham, New York, Nocton, Normanton, North Rauceby, North Thoresby
- Oasby, Osbournby, Owston Ferry
- Pickworth, Pilham, Pinchbeck, Potterhanworth
- Reepham, Rothwell, Ruskington
- Saltfleet, Saxilby, Scopwick, Scotter, Sibsey, Skegness, Sleaford, South Rauceby, South Witham, Spalding, Spilsby, Stamford, Sutton Bridge, Swaton, Swinstead
- Tattershall, Tealby, Threekingham, Timberland, Torksey, Toft, Twenty
- Ulceby, Upton
- Waddington, Wainfleet All Saints, Walcot, Washingborough, Wellingore, Whitton, Wilsford, Winteringham, Winterton, Witham on the Hill, Woodhall Spa, Woolsthorpe-by-Belvoir, Woolsthorpe-by-Colsterworth, Wragby

## Sehenswürdigkeiten
- Alford Manor House
- Alford Windmill

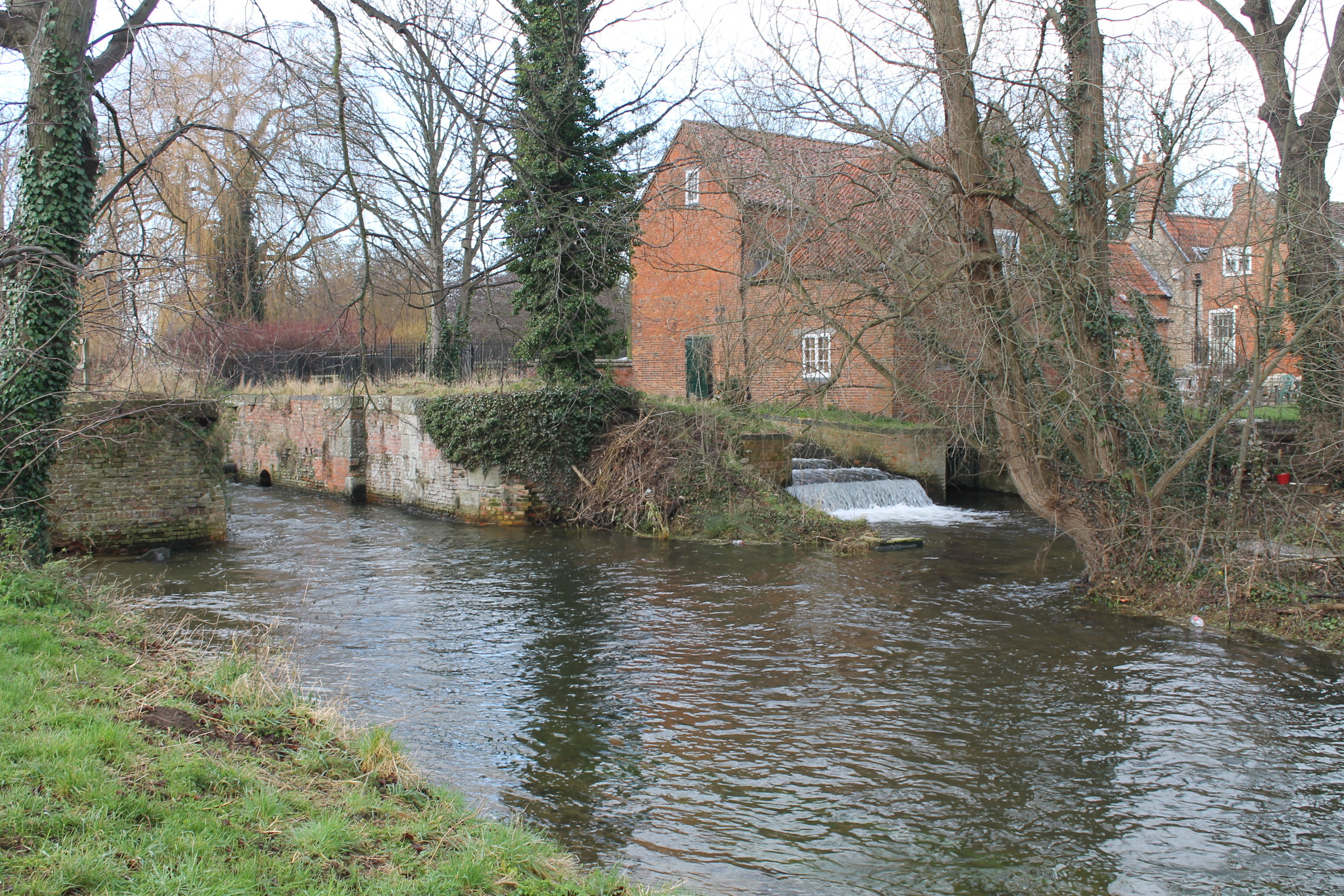
Cogglesford Wassermühle

- Aubourn Hall, Herrenhaus aus dem 16. Jahrhundert nahe Lincoln
- Ayscoughfee Hall
- Bardney Abbey
- Belton House
- Bowthorpe Oak
- Cadwell Park
- Castle Bytham
- Cleethorpes Coast Light Railway
- Cogglesford Watermill
- Croyland Abbey
- Doddington Hall
- Easton Walled Gardens
- Gainsborough Castle
- Gainsborough Old Hall
- Gainsthorpe
- Gibraltar Point, Naturreservat nahe Skegness
- Grimsthorpe Castle
- Gunby Hall, Herrenhaus aus dem 17. Jahrhundert nahe Skegness
- Harlaxton Manor
- Heckington Windmill, auch Pocklington's Mill (Eigentümer Anfang des 20. Jahrhunderts), einzige Holländerwindmühle mit acht Flügeln in England
- Horkstow Bridge
- Humber Bridge
- Ingoldmells Beach
- Irnham Hall
- Julian’s Bower
- Lincoln Castle
- Lincoln Cathedral
- Normanby Hall
- Owston Ferry Castle
- Revesby Abbey
- River Ancholme
- River Witham
- Scawby Estate
- Sibsey Trader Mill
- Sleaford Castle
- Tattershall Castle
- Thornton Abbey
- Tolethorpe Hall
- Tupholme Abbey
- Waltham Windmill
- The Wash
- West Nene Lighthouse in Guy’s Head nahe Sutton Bridge, früherer Wohnsitz von Sir Peter Markham Scott
- Witham Hall School, Privatschule in Witham on the Hill

## Kulinarische Spezialitäten
- Haslet, Hackbraten
- Lincolnshire Poacher (Käse)
- Lincolnshire Sausage, Bratwurst
- Plum Bread, Früchtebrot mit diversen Trockenfrüchten wie Sultaninen, Rosinen, Aprikosen und ähnlichem
- Stuffed Chine, gesalzener Räucherspeck gefüllt mit Kräutern (traditionell Petersilie)

## Politik

### Lincolnshire County Council
- Labour: 4
- LibDem: 3
- Cons.: 54
- Unabh.: 9

Unabh. = Unabhängige (5), South Holland Unabh. (3), Lincolnshire Unabh. (1)

## Berühmte Personen
- Heinrich IV. (1366/67–1413), König von England
- Jim Broadbent (* 1949), englischer Schauspieler und Oscar-Preisträger
- William Byrd (wahrscheinlich 1543–1623), englischer Komponist, Organist und Virginalist
- Colin Dexter (1930–2017), Schriftsteller
- Matthew Flinders (1774–1814), Forschungsreisender
- John Francis (1780–1861), Bildhauer
- John Franklin (1786–1847), Polarforscher
- George Owen Mackie (1929–2023), britisch-kanadischer Zoologe und Meeresbiologe
- Mary Paley Marshall (1850–1944), Wirtschaftswissenschaftlerin und Hochschullehrerin
- Guy Martin (* 1981), Motorrad-Rennfahrer
- Isaac Newton (1643–1727), Wissenschaftler
- Alfred Piccaver (1884–1958), Opernsänger
- Jennifer Saunders (* 1958), Schauspielerin und Komikerin
- George Spencer-Brown (1923–2016), Mathematiker und Logiker
- Bram Tchaikovsky (* 1950), Sänger und Gitarrist
- Alfred Lord Tennyson (1809–1892), Dichter
- Margaret Thatcher (1925–2013), Premierministerin
- Charles Wesley (1707–1788), Mitbegründer der Methodisten

## Sonstiges
In Lincolnshire befinden sich zwei aktive Militärflugplätze der britischen Royal Air Force, RAF Coningsby und RAF Waddington.
In der Nähe von Donington on Bain befindet sich der Sendemast Belmont.